# 卢卡十字堂
卢卡十字堂（Chiesa di Croce di Lucca）是意大利坎帕尼亚大区那不勒斯省那不勒斯市中心的一座历史建筑，位于法庭街（Via dei Tribunali）。

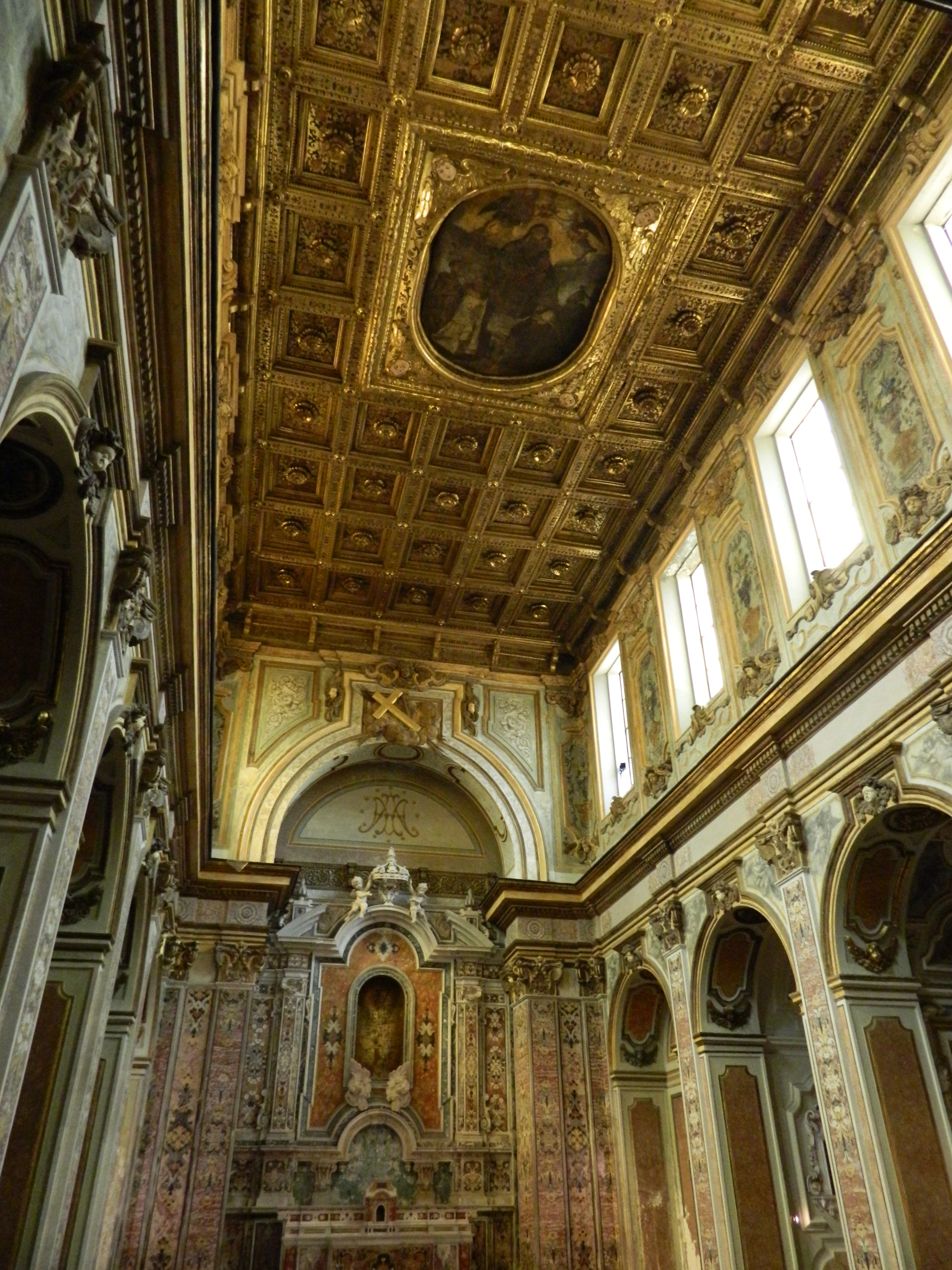
内部

1534年，安德里亚·斯巴拉和克雷莫纳·斯皮内利夫妇在此创建了一所加尔默罗会修道院，供奉的十架苦像类似卢卡的。两年后，守寡的斯皮内利也成为修女。后来捐赠来自阿尔塔穆拉王子，他有5个女儿加入修道院：奥雷利亚、玛丽亚、埃琳娜、埃莱奥诺拉和伊丽莎白。目前的教堂装饰于17世纪，虽然相邻的修道院已被拆除，该堂仍然存在。
修道院现在已被那不勒斯大学诊所取代。内部由弗朗切斯科·安东尼奥·皮基亚蒂装饰和设计。天花板的16世纪壁画《加尔默罗山圣母》是乔瓦尼·巴蒂斯塔·卡拉乔洛的作品。该堂的其他作品包括弗朗切斯科 · 索利梅纳的学生乔瓦尼·巴蒂斯塔·罗西绘制的小堂拱门。左侧第一个小堂内有由弗朗切斯科 · 库里亚或马可·达·锡耶纳的学生曼切利绘制的《圣母领报》。第二座小堂内有尼科拉·马林科尼科的画作《圣多明我和莫妮卡》 Monica。第三座小堂内有洛伦佐·瓦卡罗工作室绘制的《帕齐的圣玛丽亚·马达肋纳》。祭坛由圣费利斯绘于1684年，有乔瓦尼·巴蒂斯塔·罗西的画作。
左侧第一个小堂绘有巴尔杜奇的玫瑰圣母。第二个小堂的《圣德肋撒》由瓦卡罗的学生完成。第三个小堂内有尼古拉·马林科尼科的绘画和壁画。一尊木制的圣母雕塑是多梅尼科·迪·纳尔多的作品。祭衣间壁画是索利梅纳的另一个学生莱昂纳尔多·奥利维耶里的作品。